# Dubowica (obwód kurski)
Dubowica (ros. Дубовица) – wieś (ros. село, trb. sieło) w zachodniej Rosji, centrum administracyjne sielsowietu dubowickiego w rejonie chomutowskim obwodu kurskiego.

## Geografia
Miejscowość położona jest nad rzeką Chatusza, 4,5 km od centrum administracyjnego rejonu (Chomutowka), 117 km od Kurska.
W granicach miejscowości znajdują się ulice: Kołchoznaja, Nowaja, Sadowaja.

## Demografia
W 2010 r. miejscowość zamieszkiwało 355 osób.